# Ludwik Lichtarowicz
Ludwik Lichtarowicz (ur. 4 września?/16 września 1890 w Bobrujsku, zm. 13 czerwca 1965 w Londynie) – pułkownik dyplomowany piechoty Wojska Polskiego.

## Życiorys
Ludwik Lichtarowicz urodził się 16 września 1890 roku w Bobrujsku, w rodzinie Kajetana i Malwiny z Kalinowskich. Maturę uzyskał w Bobrujsku, następnie studiował prawo w Petersburgu, gdzie również ukończył Akademię Sztabu Generalnego. Służbę wojskową rozpoczął w Armii Imperium Rosyjskiego. 18 kwietnia 1919 roku zastąpił podpułkownika Romualda Wolikowskiego na stanowisku szefa sztabu Dowództwa Wojsk Polskich we Wschodniej Rosji i na Syberii. Po powrocie do kraju przyjęty został do Wojska Polskiego. 
Na przełomie 1920 i 1921 roku był szefem sztabu I Korpusu Wojsk Litwy Środkowej, a od 26 lutego 1921 roku szefem sztabu Grupy Wojsk Litwy Środkowej. W sierpniu 1921 roku został przeniesiony z dowództwa Grupy Operacyjnej „Bieniakonie” do Dowództwa Okręgu Generalnego „Brześć” na stanowisko zastępcy szefa sztabu. W latach 1921–1922 był słuchaczem I Kursu Doszkolenia Wyższej Szkoły Wojennej i Szkoły Nauk Politycznych w Warszawie, pozostając jednocześnie oficerem nadetatowym 70 pułku piechoty w Pleszewie. Po ukończeniu kursu przydzielony został do Dowództwa Okręgu Korpusu Nr III w Grodnie na stanowisko zastępcy szefa sztabu. W listopadzie 1925 roku przeniesiony został ze stanowiska szefa sztabu Dowództwa Okręgu Korpusu Nr IX w Brześciu do 15 pułku piechoty w Dęblinie na stanowisko dowódcy.
W maju 1926 roku, w czasie zamachu stanu, dowodzony przez niego oddział opowiedział się po stronie legalnych władz RP. Latem 1927 roku został przeniesiony do kadry oficerów piechoty z równoczesnym oddaniem do dyspozycji komendanta Centrum Wyższych Studiów Wojskowych w Warszawie i zachowaniem dodatku służbowego dowódcy pułku. W 1928 roku był zastępcą komendanta Doświadczalnego Centrum Wyszkolenia w Rembertowie. Latem 1930 roku przeniesiony został do Dowództwa Okręgu Korpusu Nr X w Przemyślu na stanowisko inspektora poborowego. Kierował służbą uzupełnień na terenie okręgu, w tym nadzorował pracę powiatowych komend uzupełnień. Wiosną 1935 roku został przeniesiony do Ministerstwa Spraw Wojskowych na stanowisko pełniącego obowiązki zastępcy szefa Departamentu Uzupełnień. 24 października 1938 roku został zatwierdzony na stanowisku szefa departamentu.
Po przegranej kampanii wrześniowej 1939, przedostał się do Francji, a latem 1940 roku, po kampanii francuskiej do Wielkiej Brytanii. W Polskich Siłach Zbrojnych, w latach 1940–1941, dowodził 20 batalionem kadrowym strzelców, który wchodził w skład 7 Brygady Kadrowej Strzelców.
W roku 1929 poślubił Zofię Fiedorowicz. Mieli syna Andrzeja i córkę Aleksandrę. Po demobilizacji zamieszkał z rodziną w Nottingham w Anglii. Jest pochowany we wspólnym grobie z żoną i synem na Cmentarzu Gannersbury w Londynie.

## Awanse
- podpułkownik – zweryfikowany 3 maja 1922 roku ze starszeństwem z dniem 1 czerwca 1919 roku i 166. lokatą w korpusie oficerów piechoty
- pułkownik – 1 grudnia 1924 roku ze starszeństwem z  dniem 15 sierpnia 1924 roku i 34. lokatą w korpusie oficerów piechoty

## Ordery i odznaczenia
- Krzyż Niepodległości (10 grudnia 1931)[10]
- Krzyż Oficerski Orderu Odrodzenia Polski (11 listopada 1937)[11]
- Krzyż Walecznych (czterokrotnie, po raz trzeci w 1921)[12]
- Złoty Krzyż Zasługi po raz pierwszy (15 grudnia 1925)[13]
- Złoty Krzyż Zasługi po raz drugi (23 kwietnia 1938)[14]
- Krzyż Zasługi Wojsk Litwy Środkowej (1926)[15]
- Medal Pamiątkowy za Wojnę 1918–1921
- Medal Dziesięciolecia Odzyskanej Niepodległości
- Odznaka za Rany i Kontuzje
- Kawaler Orderu Legii Honorowej (Francja)[1]
- Medal Pamiątkowy Wielkiej Wojny (Francja)[1]
- Medal Zwycięstwa („Médaille Interalliée”)[1]